# 폴차지 작전
폴차지 작전(영어: Operation Polecharge)은 한국 전쟁이 일어나고 있던 1951년 10월 15일에서 19일까지 코만도 작전을 성공시켜 제임스타운 선을 만든 유엔사령부가 행한 공세를 말한다.

## 배경
유엔사령부는 미국의 제1군단 중 제1기병사단과 제3보병사단, 제25보병사단과 대한민국 육군에서의 제1보병사단과 영연방의 제1사단이 참여하였다. 이 작전은 38선 바로 북쪽에 방어선을 형성하기 위한 것이었으며, 제임스타운 선을 성공적으로 만들며 1951년 10월 15일에 끝났다. 하지만 선 남쪽의 몇몇 언덕은 중국인민지원군의 손에 남아 서울의 보급선을 위협하였다. 폴차지 작전은 이러한 언덕을 완전히 장악하기 위한 것이었다.

## 작전
미군 제1기병사단의 제5기병연대는 벨기에의 유엔 사령부와 제3보병 연대와 함께 346, 272, 230고지를 사수하라는 임무를 맡았으며, 필요하다면 추가로 제8기병 연대가 지원을 할 계획이었다.
작전은 10월 15일 제5기병대가 346고지로 발포를 하면서부터 시작되었다. 10월 18일 8기병대의 지원을 받은 8기병대가 230고지를 점령하였다. 이어서 272고지도 또한 중국인미지원군의 방어를 뚫고 10월 19일 유엔군에 함락되어 폴차지 작전은 성공적으로 마무리가 되었다.
코만도 작전과 폴차지 작전에서 유엔군은 중국인민지원군에 16,000명의 병력을 잃게 만드는 큰 손실을 입혔고, 북쪽에 있는 방어선까지 후퇴하도록 만들었다. 하지만 제1기병 사단은 작전 중 2,900여 명의 병력이 사상되었고, 다음 달 일본으로 철수하였다.

## 여파
폴차지 작전은 제임스타운 선을 확보했을 뿐만 아니라 중국인민지원군이 유엔이 서울을 공급하는 걸 위협하는 것을 없애기도 하였다. 작전 사령부와 폴차지 작전은 판문점 정전협상의 재개와 함께 한국전쟁의 교착 상태를 알리는 계기가 되기도 하였다.